# Maltrata (municipalité)
La municipalité de Maltrata est l'une des 212 municipalités de l'État de Veracruz, et est située dans la partie centrale de cet État. Elle se situe à l'ouest du golfe du Mexique, sur les contreforts de la chaîne de montagnes de la Sierra Madre orientale, et fait partie du bassin versant de la rivière Río Blanco, affluent nord du fleuve Río Papaloapan. Son chef-lieu est la ville éponyme de Maltrata. Elle est limitrophe à l'ouest de l'État de Puebla. Elle dépend de la région administrative de Las Montañas, qui est une des 10 subdivisions administratives de l'État de Veracruz. Elle fait également partie de la "Zona metropolitana de Orizaba", qui regroupe autour de la ville de Orizaba les municipalités faisant partie de sa sphère d'influence.

## Géographie
La municipalité de Maltrata se situe au nord de la rivière Río Blanco, qui s'écoule hors de son territoire. Elle est traversée par deux affluents de cette rivière : la rivière Barranca de Maltrata, au sud, qui s'écoule d'ouest en est, et au nord le Río Chiquito, qui après un cours nord/sud, où elle forme sa limite dans les confins nord-ouest, adopte un cours ouest/est. Assise sur les contreforts de la chaîne de montagnes de la Sierra Madre orientale, son altitude oscille entre 1500 et 2700 mètres. Son chef-lieu, la ville éponyme de Maltrata, se situe dans la partie sud de son territoire, sur la rive nord de la rivière Barranca de Maltrata. Ce territoire couvre une superficie de 110,9 km2, et était peuplé en 2020 de 18 327 habitants, pour une densité de 165,2 habitants par km2.
Cette municipalité fait partie de la Zona metropolitana de Orizaba (es), qui est composée des municipalités de Orizaba, Ixtaczoquitlán, Camerino Z. Mendoza, Río Blanco, Nogales, Mariano Escobedo, Ixhuatlancillo, Rafael Delgado, Atzacan, Maltrata, Huiloapan de Cuauhtémoc et Tlilapan, pour une population totale de 465 175 habitants.
Elle est limitrophe au nord de la municipalité de Mariano Escobedo, à l'ouest, dans l'État de Puebla, de celles de Atzitzintla, et d'Esperanza, puis, à nouveau dans l'État de Veracruz, de celle d'Aquila. Elle est limitrophe au sud de la municipalité d'Acultzingo, et à l'est de celles de Nogales et de Ixhuatlancillo.

## Composition et démographie
La municipalité était composée en 2020 de 31 localités, dont une seule était considérée comme urbaine, les autres étant rurales.
| Localité              | Population |
| --------------------- | ---------- |
| Maltrata              | 13 206     |
| San José Súchil       | 1773       |
| Heriberto Jara Corona | 448        |
| Guadalupe Magueyes    | 371        |
| El Mirador Agua Rosa  | 359        |
| Reste des localités   | 2170       |
| Total population      | 18 327     |

En plus de l'espagnol, plusieurs langues amérindiennes sont parlées dans la municipalité, dont les principales sont par ordre d'importance : le nahuatl et le chinantèque.

## Histoire
La municipalité de Maltrata est créée au lendemain de l'indépendance du Mexique.

## Économie

### Agriculture et élevage
La superficie des parcelles semées représentait en 2021 une surface totale de 1644,5 hectares, parmi lesquels 1032 hectares étaient voués à la culture du maïs, 325 hectares étaient voués à la culture du haricot, et 54 hectares étaient voués à celle de la calabacita, une espèce de figuier.
En 2021, la production de viande par tonnes comprenait 25,6 tonnes de viande bovine, 114,3 tonnes de viande porcine, 11,2 tonnes de viande ovine, 4,1 tonnes de viande caprine, 1154,7 tonnes de volailles, et 4,4 tonnes de dinde. La superficie vouée à l'élevage représentait alors 1066 hectares.